# カール・フォン・ビューロウ
カール・ヴィルヘルム・パウル・フォン・ビューロウ（Karl Wilhelm Paul von Bülow, 1846年4月24日 - 1921年8月31日）は、ドイツの軍人。陸軍元帥。第一次世界大戦の際ドイツ第2軍を率いてマルヌ会戦に参加した。

## 経歴
ベルリンで由緒あるプロイセン貴族の家庭に生まれる。プロイセン陸軍に入り、普墺戦争に従軍。普仏戦争の際は大尉として参謀本部にあった。1884年、大佐に昇進し近衛歩兵第9連隊長。1897年、プロイセン軍事省で局長。1903年から1912年まで、プロイセン第3軍団長。第一次世界大戦直前には第3軍監察長官を務めていた。
大戦勃発と同時に第2軍司令官となり、シュリーフェン・プランの作戦計画に従い、ベルギーに侵攻してナミュールを攻略。迎撃するフランス第5軍の攻撃をシャルルロワ、サン・カンタンで撃退。クルック率いる第1軍と共にパリを目指した。しかし両軍の間が50km以上開いたため、ビューロウは最右翼に陣取る第1軍に対し、その左側に陣取る第2軍の右翼を援護するように命じた。これによりマルヌ会戦が発生する。シュリーフェン・プランと異なり、第1軍はパリの背後に回り込んでの西方からではなく、北東から攻撃をかけることになった。フランス第6軍は守りの薄い第2軍の右翼を攻撃して第2軍を後退に追い込み、第1軍と第2軍の間隙を広げることに成功。その間隙にイギリス海外派遣軍（BEF）が突入したため、まず第1軍が、次いで第2軍もエーヌ川までの後退を余儀なくされた。こうしてパリ攻略の機会は失われた。
戦争が塹壕戦となって膠着していた1915年1月、元帥に昇進。しかし2ヶ月後に心臓発作を起こして後送され、軍司令官を退く。1916年に退役。再起することなく終戦後の1921年にベルリンで死去した。